# DigiCube
DigiCube Co., Ltd. (株式会社デジキューブ, Kabushiki-gaisha Dejikyūbu) foi uma companhia japonesa, sediada em Tóquio, Japão, estabelecida no dia 6 de fevereiro de 1996 como subsidiária da desenvolvedora de software Square. O propósito principal da DigiCube era comercializar e distribuir produtos da Square, como jogos e mercadorias relacionadas, incluindo brinquedos, livros, e CDs. A DigiCube serviu como atacadista às distribuidoras, e foi notável como a pioneira de venda de jogos em lojas de conveniência e quiosques no Japão.
No seu auge em 1998, a DigiCube registrou um pico de 8.6 milhões de unidades vendidas, equivalendo a ¥46.8. Nos anos seguintes, porém, as vendas começaram a cair desenfreadamente. Embora a propriedade da DigiCube tenha sido passada à nova Square Enix como resultado da união entre a Square e sua rival Enix no começo de 2003, a companhia já tinha uma dívida de aproximadamente 9.5 bilhões de ienes. Após o anúncio de que o antecipado Final Fantasy XII seria adiantado para 2004 (embora ele fosse realmente lançado apenas em 2006), a DigiCube entrou com falência na Corte Distrital de Tóquio no dia 26 de novembro de 2003.

## Perfect Works
Perfect Works é uma série de livros relacionados a jogos que foi publicada pela DigiCube. Apenas quatro livros foram publicados: o primeiro foi dedicado a Xenogears e impresso em outubro de 1998 no Japão. Um livro dedicado a SaGa Frontier 2 e outro dedicado a Front Mission 3 foram lançados em 1999. O último livro foi dedicado a The Bouncer e lançado em 2001.
Esses livros continham trabalhos artísticos, linhas do tempo e descrições detalhadas de eventos dos jogos relacionados. Xenogears Perfect Works continha informações detalhadas sobre o mundo fictício do jogo, dando descrições aprofundadas dos personagens, criaturas, situações históricas e geográficas, e cobrindo todos os seis episódios pretendidos de Xenogears.

## Ultimania
Ultimania (アルティマニア, Arutimania, união das palavras ultimate e mania) é uma série de guias de estratégia originalmente publicada no Japão pela DigiCube. Ainda que esses guias sejam considerados primeiramente como um recurso para a série Final Fantasy, existiram outros guias Ultimania publicados para vários outros títulos da Square Enix, incluindo a série SaGa, Legend Of Mana, Chrono Cross, Vagrant Story, e a série Kingdom Hearts. Além de providenciar informações sobre como completar seus respectivos jogos, os guias ocasionalmente apresentavam comentários da equipe de produção desses jogos, além de design conceitual original e informações adicionais sobre os personagens e a história. Após a falência da DigiCube, a BentStuff Studio, outra companhia de publicação, continuou com o dever de publicar os guias Ultimania para a Square Enix.